# Żegotów
Żegotów [pronunciación en polaco: /ʐɛˈɡɔtuf/] es un pueblo en el distrito administrativo de Gmina Piaski, dentro del Distrito de Świdnik, Voivodato de Lublin, en Polonia oriental. Se encuentra aproximadamente 7 kilómetros al sur de Piaski, 21 kilómetros al sudeste de Świdnik, y 29 kilómetros al sudeste de la capital regional, Lublin.
El pueblo tiene una población de 110 habitantes.